# Lamyrodes
Lamyrodes is een geslacht van vlinders van de familie bladrollers (Tortricidae), uit de onderfamilie Tortricinae.

## Soorten
- L. argillacea Turner, 1916
- L. euchroma Turner, 1945
- L. molybdospora Turner, 1926
- L. phileris Meyrick, 1910
- L. stenozona Turner, 1926